# Huftarøy
Huftarøy er største ø i økommunen Austevoll kommune i Vestland fylke i Norge.
Øen er ca. 15 km fra nord til syd, og ca. 6 km fra øst til vest, og har et areal på 50,4 km². Den ligger mellem Møkstrafjorden i vest, Bjørnafjorden i øst, Langenuen og Selbjørnsfjorden i syd og Korsfjorden i nord.
På det nordlige Huftarøy ligger kommunens hovedby Storebø, med 2.933 indbyggere (2017, inkluderet de tilstødende småøer Drøna og Rostøya). Bygderne Kolbeinsvik og Vik ligger også på Huftarøy.

## Trafik
Det går færge fra Hufthamar på den nordlige del af Huftarøy til Krokeide i Fana, der er en bydel i Bergen kommune, og til Hundvåkøy; Denne færgeforbindelse trafikeres af to færger. Ved Hufthamar lægger også HSDs hurtigbåde og Flaggruten til. Sydøst på Huftarøy, i Husavik, går der færge til Sandvikvåg i Fitjar kommune på øen Stord.
På sydspidsen af Huftarøy binder Selbjørnsbroen øen sammen med Selbjørn, som er den næst største ø i Austevoll kommune. I efteråret 2005 blev broprojektet Austevollsbroerne igangsat, og 17. november 2007 var de to broer som forbinder Huftarøy med Hundvåkøy færdigbygget, og blev indviet.